# Coll del Gegant
El Coll del Gegant, o de la Geganta, és un coll de la carena axial de la serralada dels Pirineus, a 2.606,5 metres d'altitud, en el límit dels termes comunal de Fontpedrosa, a la comarca del Conflent, de la Catalunya del Nord i municipal de Setcases, a la del Ripollès.
És a l'extrem sud-oriental del terme de Fontpedrosa i al nord-occidental del de Setcases. Es troba al nord-est del Pic del Gegant, o de Bastiments, al sud del Piló de l'Esquena d'Ase i al sud-oest del Pic de l'Esquena d'Ase.